# Karłukowo

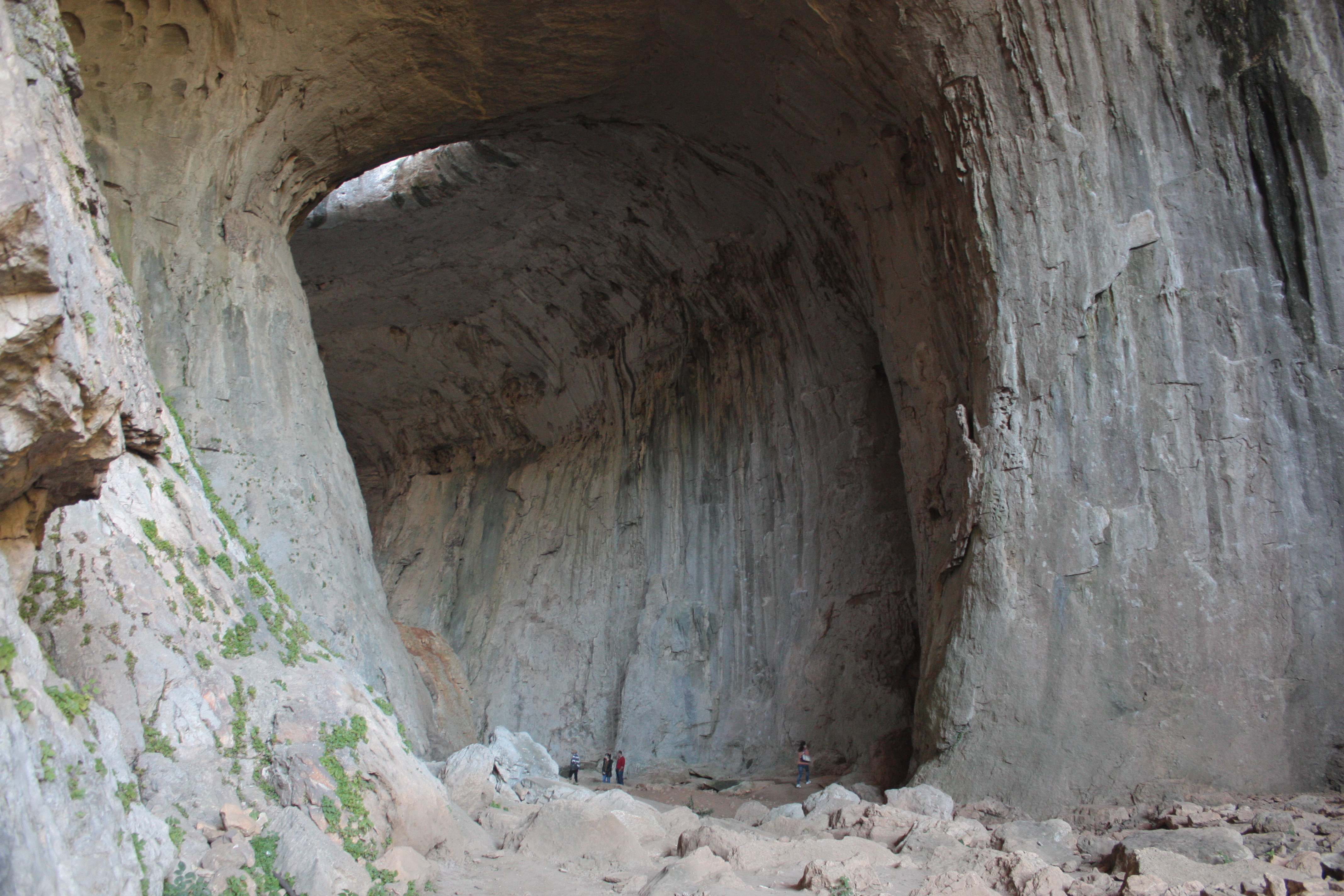
Jaskinia Prochodna

Karłukowo (bułg. Карлуково) – wieś w Bułgarii, w obwodzie Łowecz, w gminie Łukowit. Według danych szacunkowych Ujednoliconego Systemu Ewidencji Ludności oraz Usług Administracyjnych dla Ludności, 15 września 2022 roku miejscowość liczyła 704 mieszkańców.

## Geografia

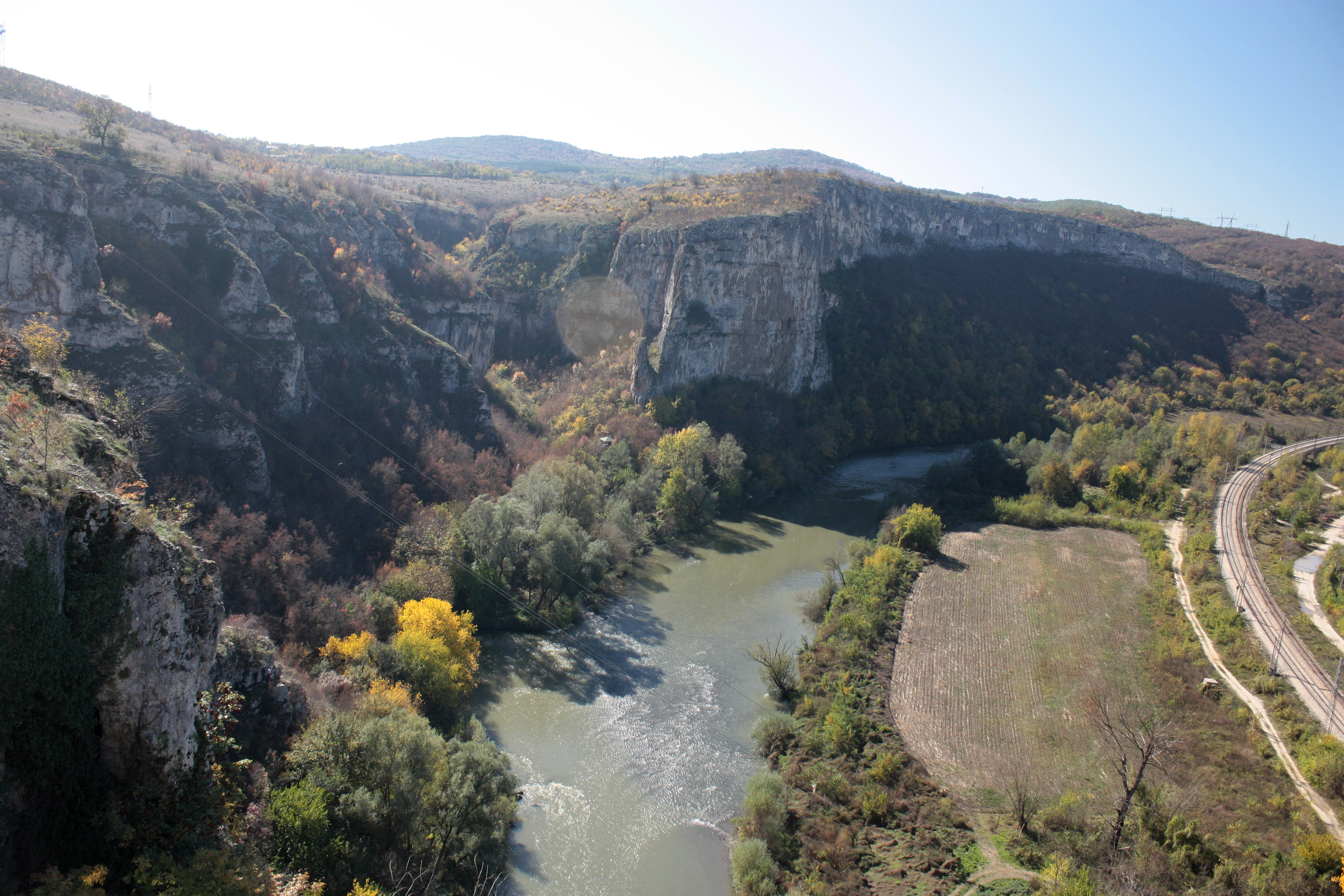
Przełom Iskyru

Wieś położona jest w Karłukowskim regionie krasowym, częściowo w jarze (przełomie) rzeki Iskyr, która przecina ten obszar pod nazwą Karłukowski przełom. Ten jar zaczyna się za wsią Kunino i kończy na północny wschód od wsi Reselec. Ze względu na warunki geomorfologiczne regionu krasowego Karłukowo, na terenie wsi można zaobserwować wszystkie znane formy krasowe, w tym jedno z niewielu pozostałych bagien krasowych w Bułgarii – Lilow wir (Lilov göl). Potwierdzonych jest ponad 600 jaskiń – poziomych i głębinowych, suchych i wodnych tylko na terenie tej wsi. Najczęsciej odwiedzana jest  jaskinia Prochodna, najdłuższa jest jaskinia Temnata dupka o głębokości 215 m. Kompleks krasowy Karłukowo wraz z parkiem krajobrazowym „Panega”, położonym w pobliżu Łukowita, tworzą Geopark „Iskar-Panega”.

## Czitaliszte
Czitaliszte „Diko Iliew” jest aktywnym domem kultury, zarejestrowanym pod numerem 894 w Ministerstwie Kultury Republiki Bułgarii. Posiada bibliotekę liczącą 11448 woluminów.

## Dom psychiatryczny
W 1902 r. za zgodą bułgarskiej Cerkwi prawosławnej na terenie monastyru Karłukowskiego wybudowano przytułek dla psychicznie chorych. Schronisko to zapoczątkowało istnienie Państwowego Szpitala Psychiatrycznego – Karłukowo (DPB – Karłukowo).

## Osoby związane z miejscowością

### Urodzeni
- Diko Iliew (1898–1984) – bułgarski kompozytor, dyrygent
- Christo Karłukowski (1870–1956) – bułgarski przedsiębiorca[5]
- Dimityr Nenczew (1939) – bułgarski polityk